# Kamila Dadaxoʻjayeva
Kamila Dadaxoʻjayeva (russisch Камила Дадахожаева; engl. Transkription Kamila Dadakhodjaeva; * 6. Oktober 1983 in Taschkent) ist eine ehemalige usbekische Tennisspielerin.

## Karriere
Dadaxoʻjayeva begann mit elf Jahren das Tennisspielen und bevorzugte Hartplätze. Sie spielte vor allem Turniere der ITF Women’s Circuit, wo sie aber keinen Titel gewinnen konnte.
2000 erhielt sie sowohl für das Hauptfeld im Einzel als auch zusammen mit Partnerin Varvara Lepchenko eine Wildcard für die Tashkent Open. Im Einzel verlor sie gegen Petra Mandula mit 2:6 und 2:6, im Doppel gegen Iroda Toʻlaganova und Hanna Saporoschanowa mit 0:6 und 0:6.

### College Tennis
Sie spielte 2005 bis 2008 für die Damentennismannschaft der Warhawks der Auburn University at Montgomery.
Dadaxoʻjayeva spielte 1999, 2001 und 2002 in insgesamt acht Begegnungen 11 Matche für die usbekische Fed-Cup-Mannschaft. Von den fünf Einzeln und sechs Doppeln konnte sie je ein Einzel und Doppel gewinnen.